# 5872 Sugano
5872 Sugano (1989 SL) là một tiểu hành tinh vành đai chính được phát hiện ngày 30 tháng 9 năm 1989 bởi T. Nomura và K. Kawanishi ở Minami-Oda.